# Cascade aux écrevisses

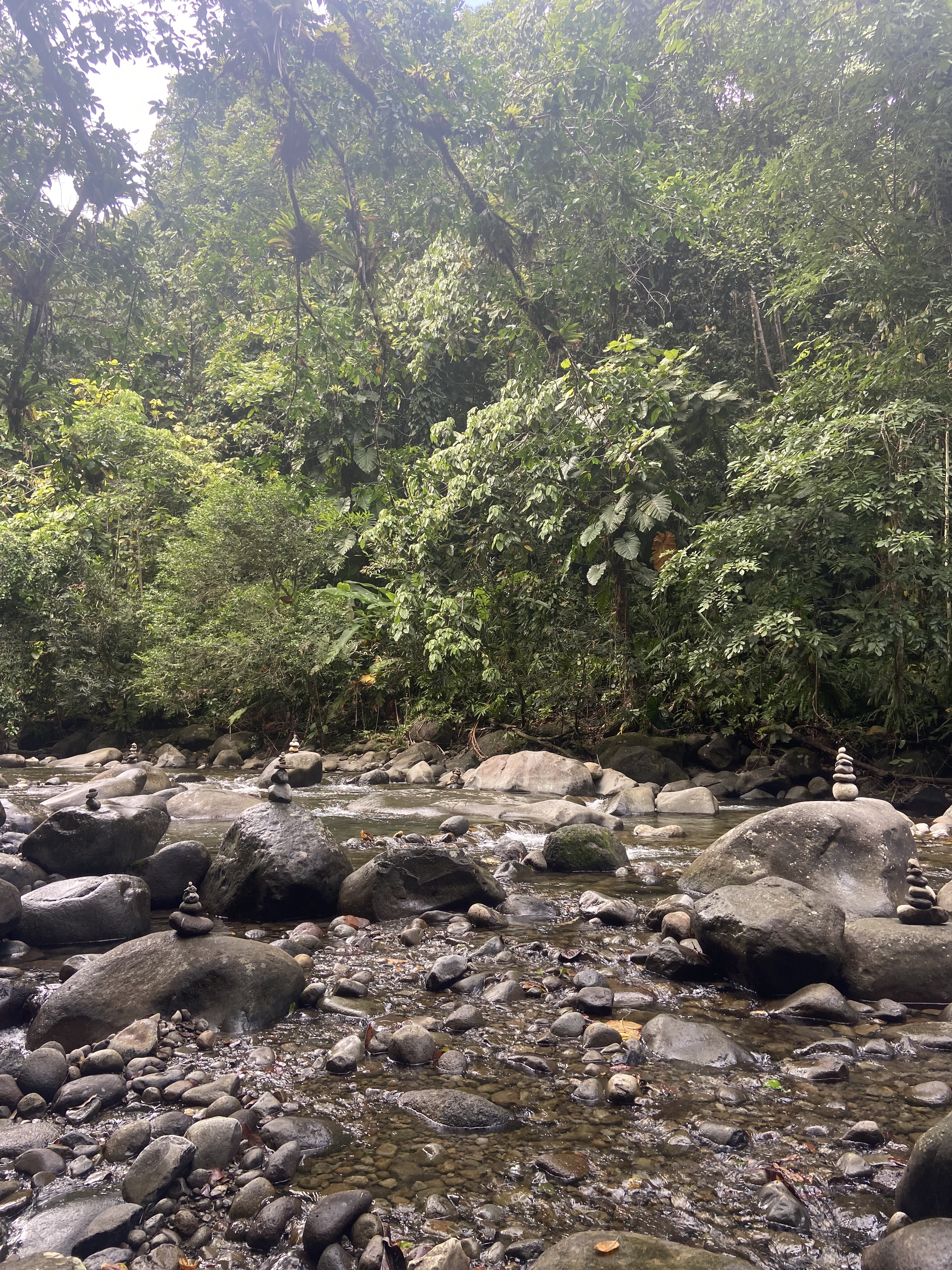
Vue sur le ruisseau pour se rendre à la cascade aux écrevisses. Petites sculptures faites par les touristes.

La cascade aux écrevisses est une chute d'eau située sur le cours de la rivière aux écrevisses, sur le territoire de Petit-Bourg, dans l'île de Basse-Terre en Guadeloupe.

## Description
À proximité de la départementale 23 dite « route de la traversée », il s'agit d'un des lieux les plus visités des touristes. Elle reçoit environ 200 000 visiteurs par an.
Une courte randonnée aménagée le long de la rivière Corossol à partir de la route, permet de l'atteindre. 
La cascade offre un bassin de baignade en pleine forêt tropicale.